# 装置
装置（そうち、英: apparatus）とは、何か特定の目的に必要な機構や機械類。何か特定の機能を持った機構や機械類。特定の用途のために設計された物体群や機械類のひとまとまり。日本語の「装置」はもともとapparatusの訳語として明治期に造語されたもの。ただし日本語の場合は「装置する」という形で動詞としても使い、そのような装置を備え附ける行為、設置する行為も指す。一方、もとの英語のapparatusは名詞用法しかない。もとになった英語のapparatusは17世紀にラテン語「apparare」から生まれており、そのラテン語「apparare」は ad（～のために）+ parare（準備する）という構成の語である。
なお装置を土木・建築構造物や車輌や船舶などの構成要素ととらえる文脈では設備という。

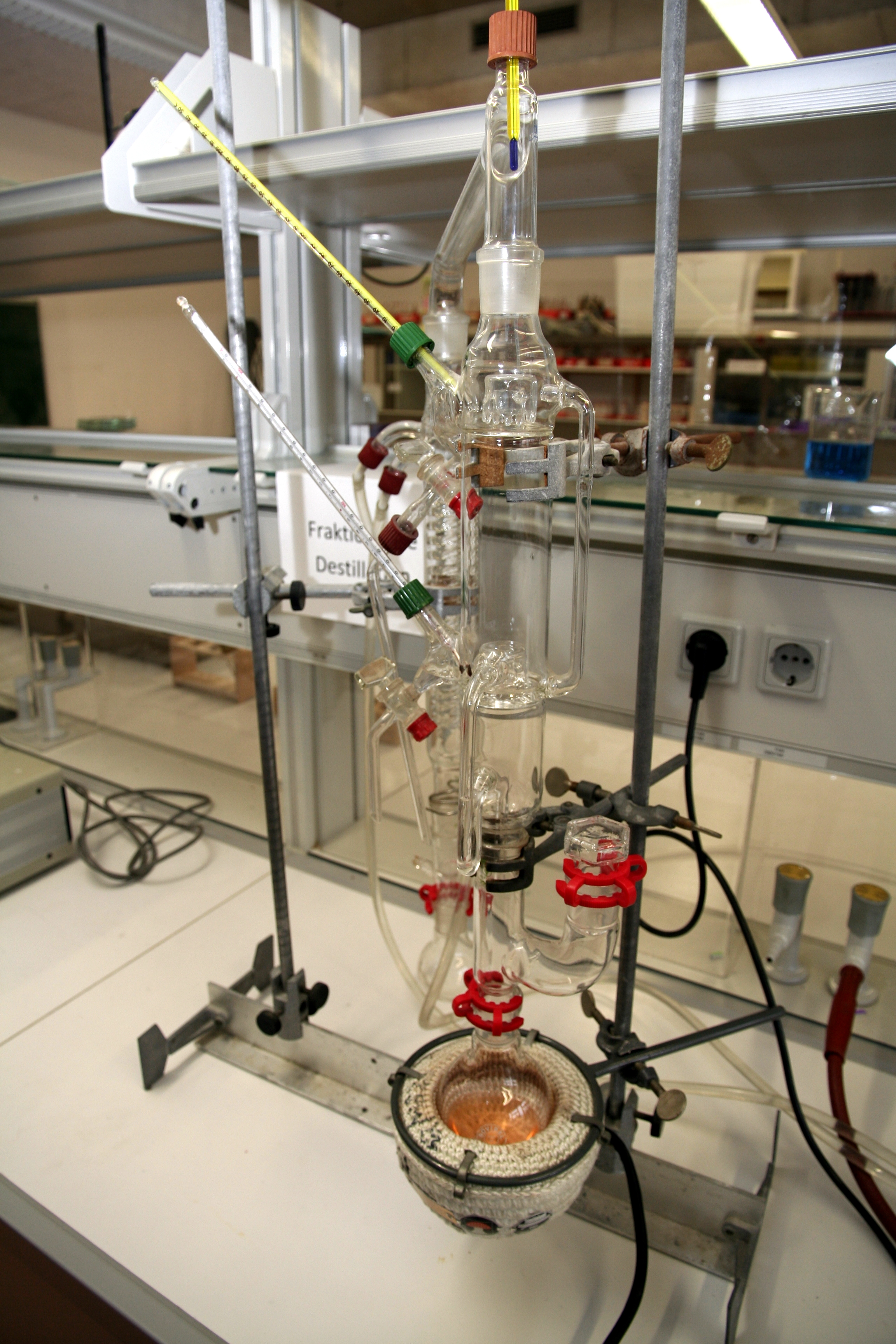
蒸留装置（実験室の例）
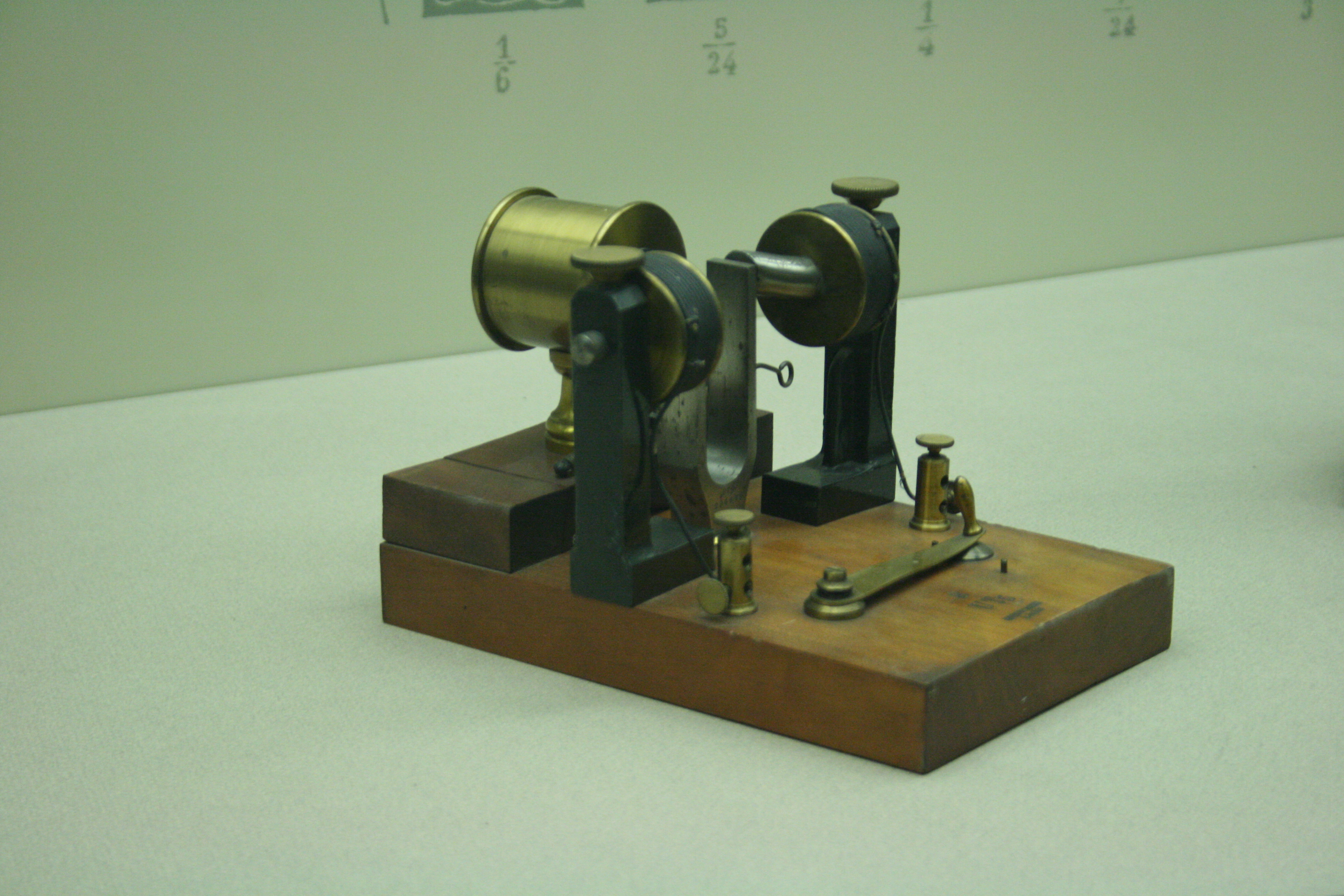
「ヘルムホルツの装置」
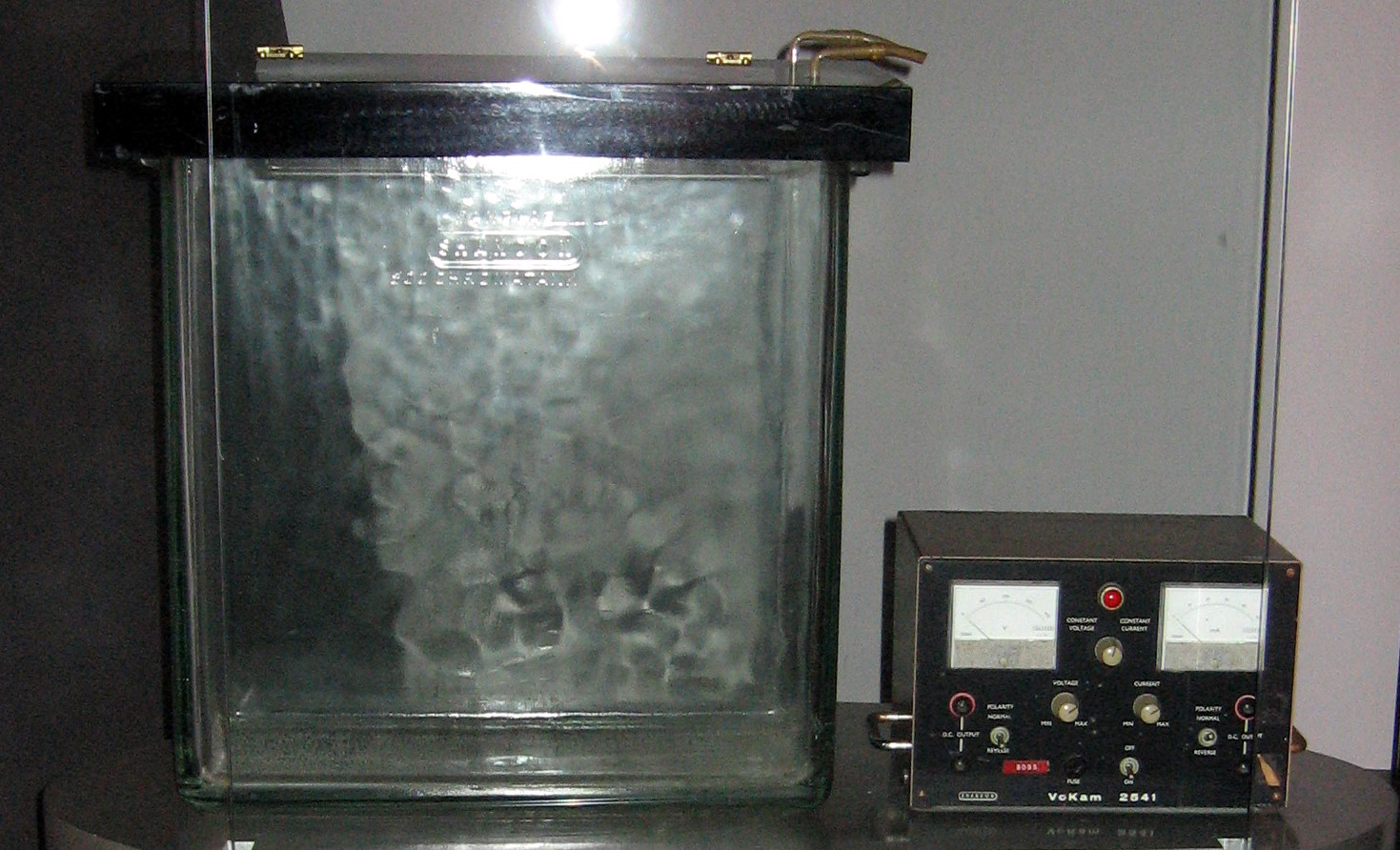
電気泳動装置
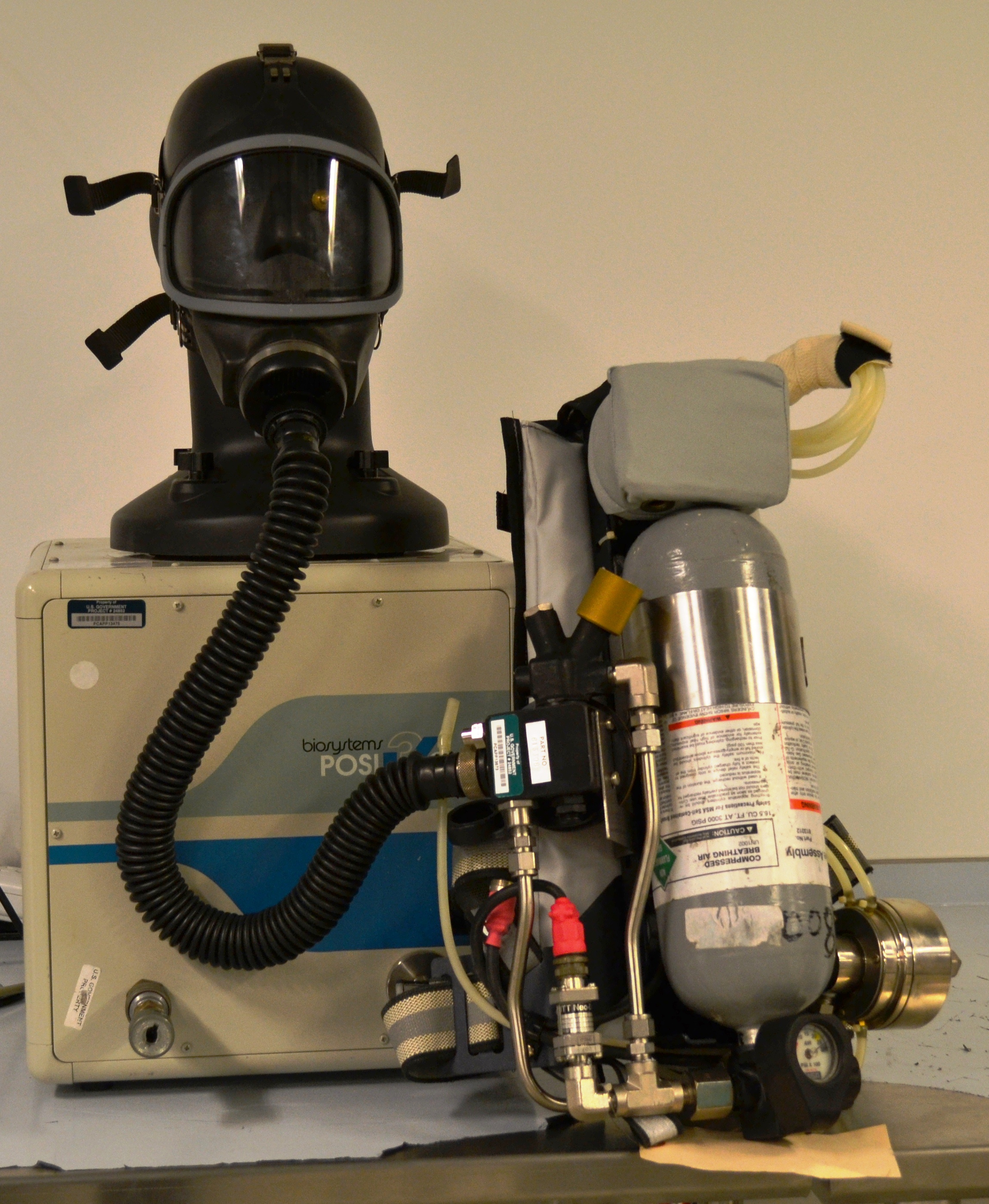
工場プラントの緊急時のための呼吸装置
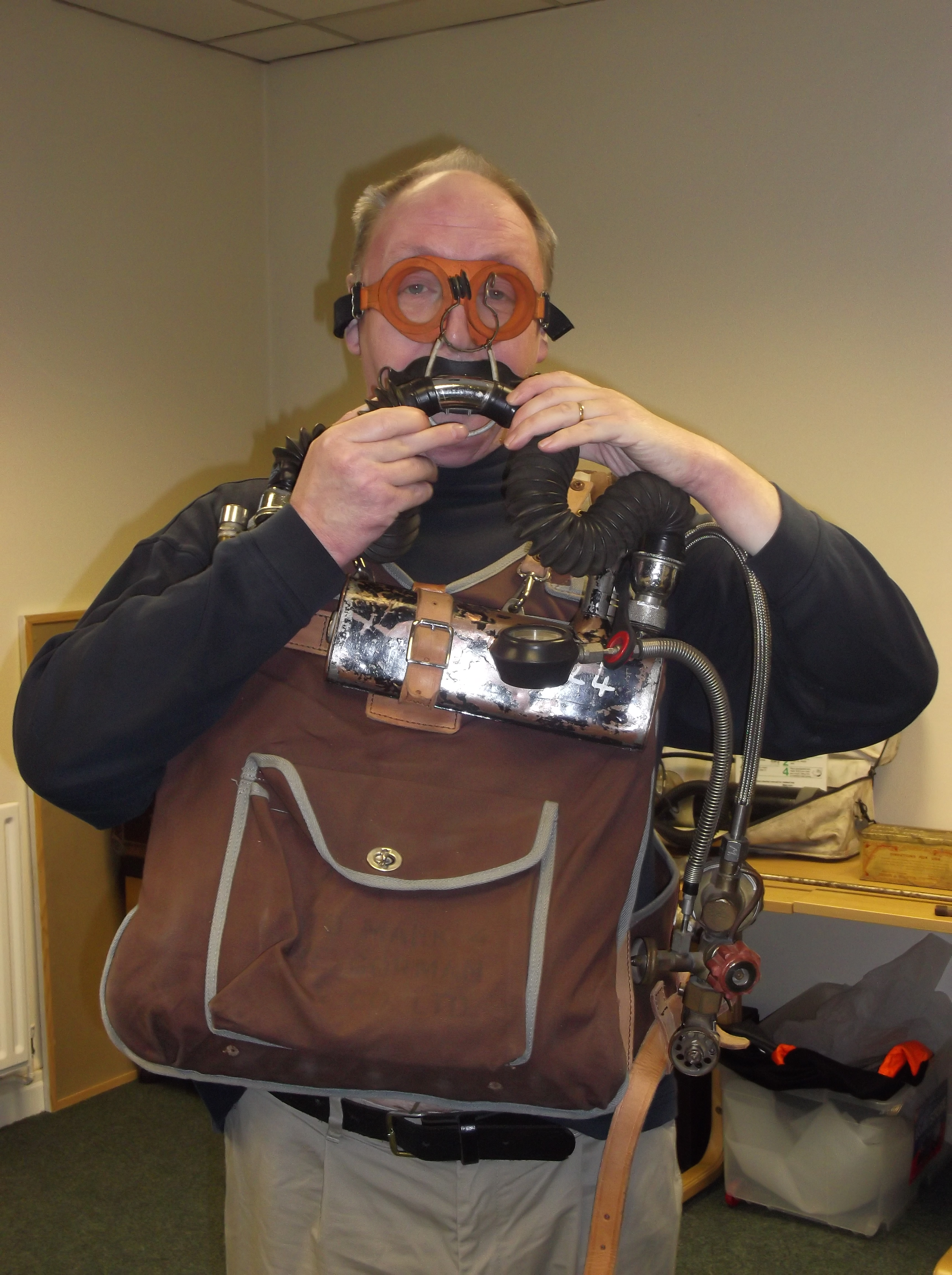
鉱山事故の救助のために使う呼吸装置
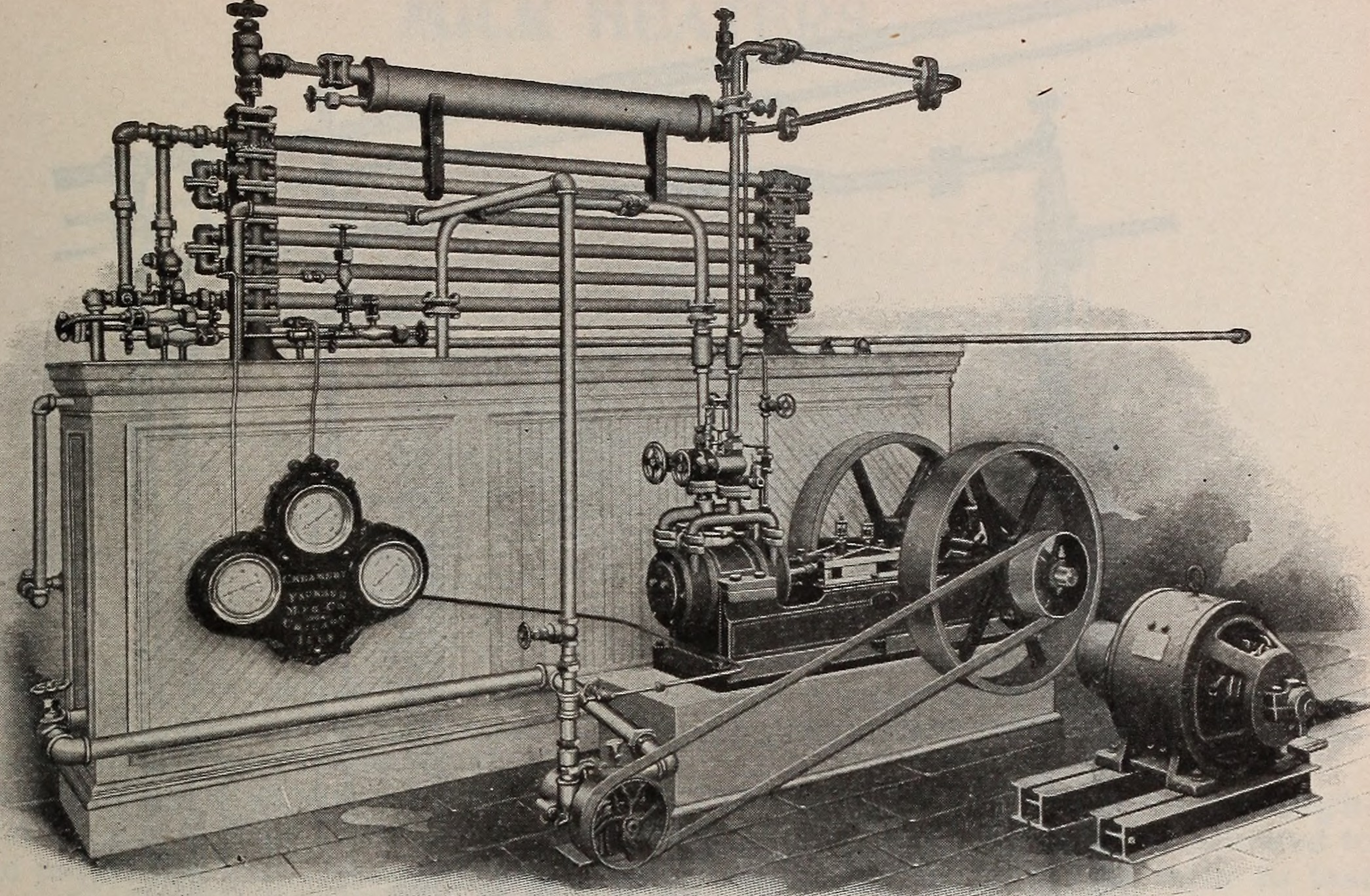
クリームとチーズの工場の装置（1904年）
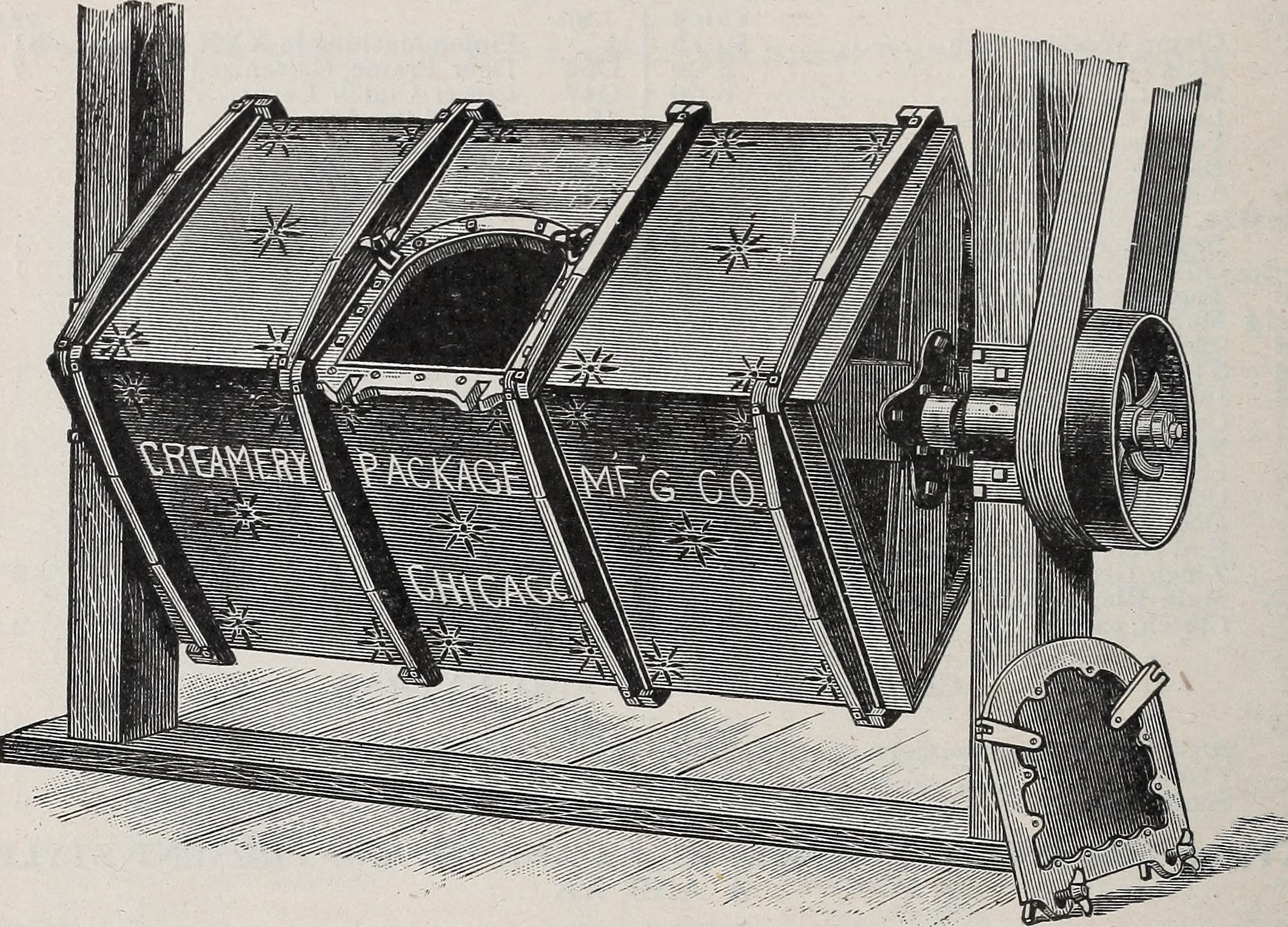
同工場の装置の図（続き）
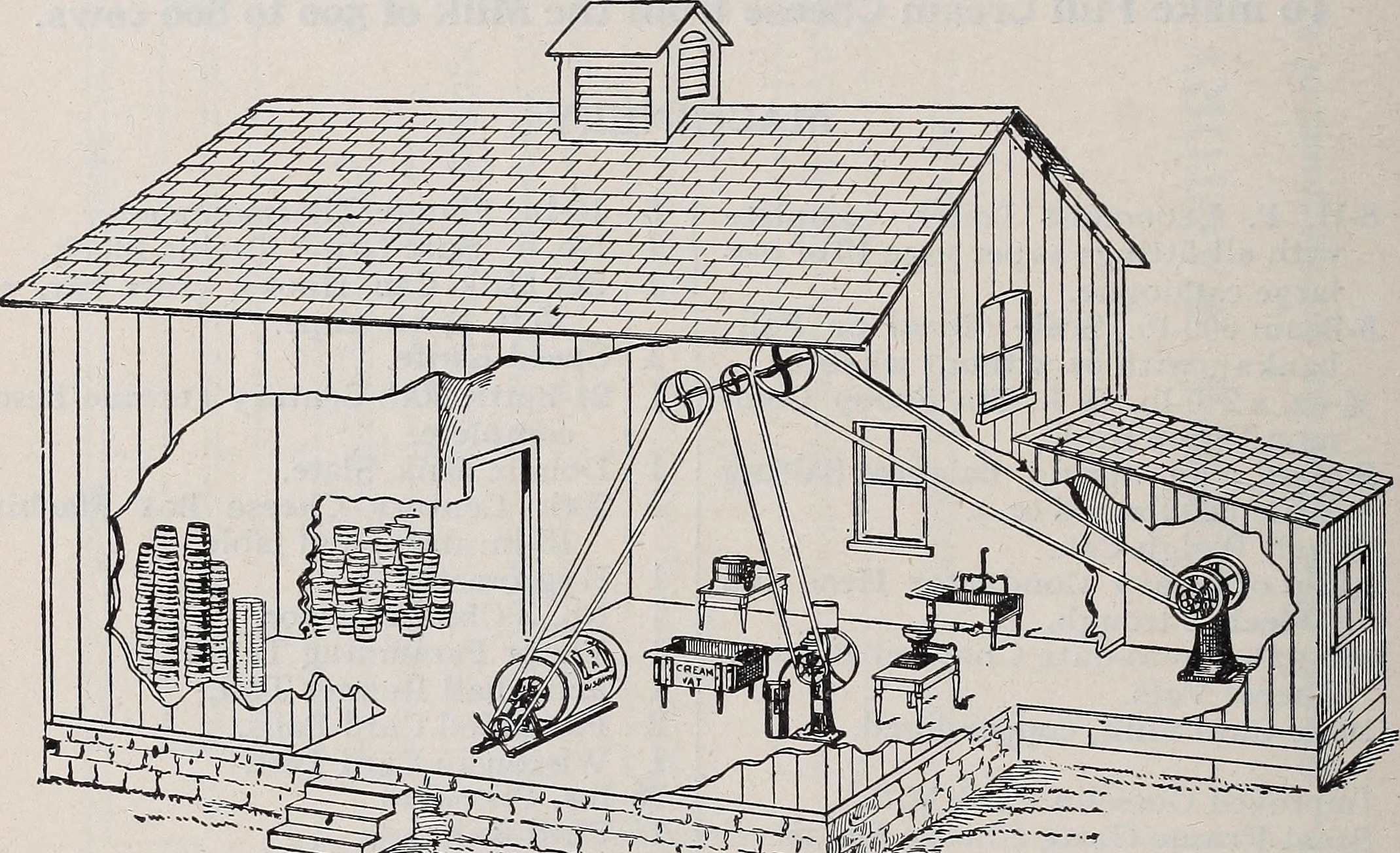
同工場の装置群の配置図。「工場の設備」ともいえる。
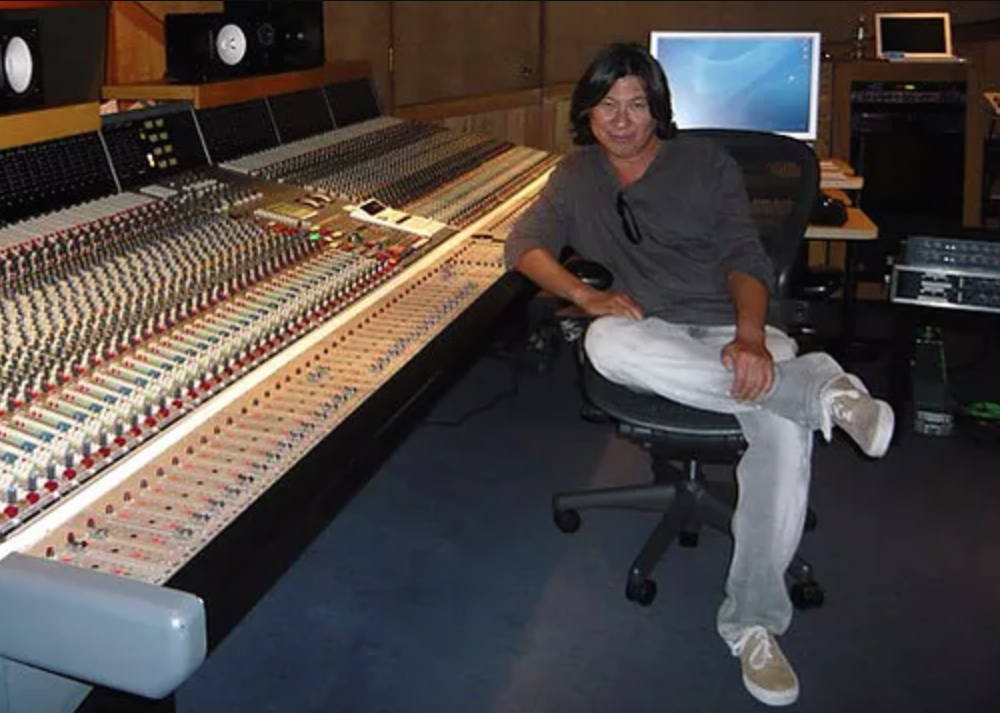
録音スタジオの装置群（スタジオ設備）。
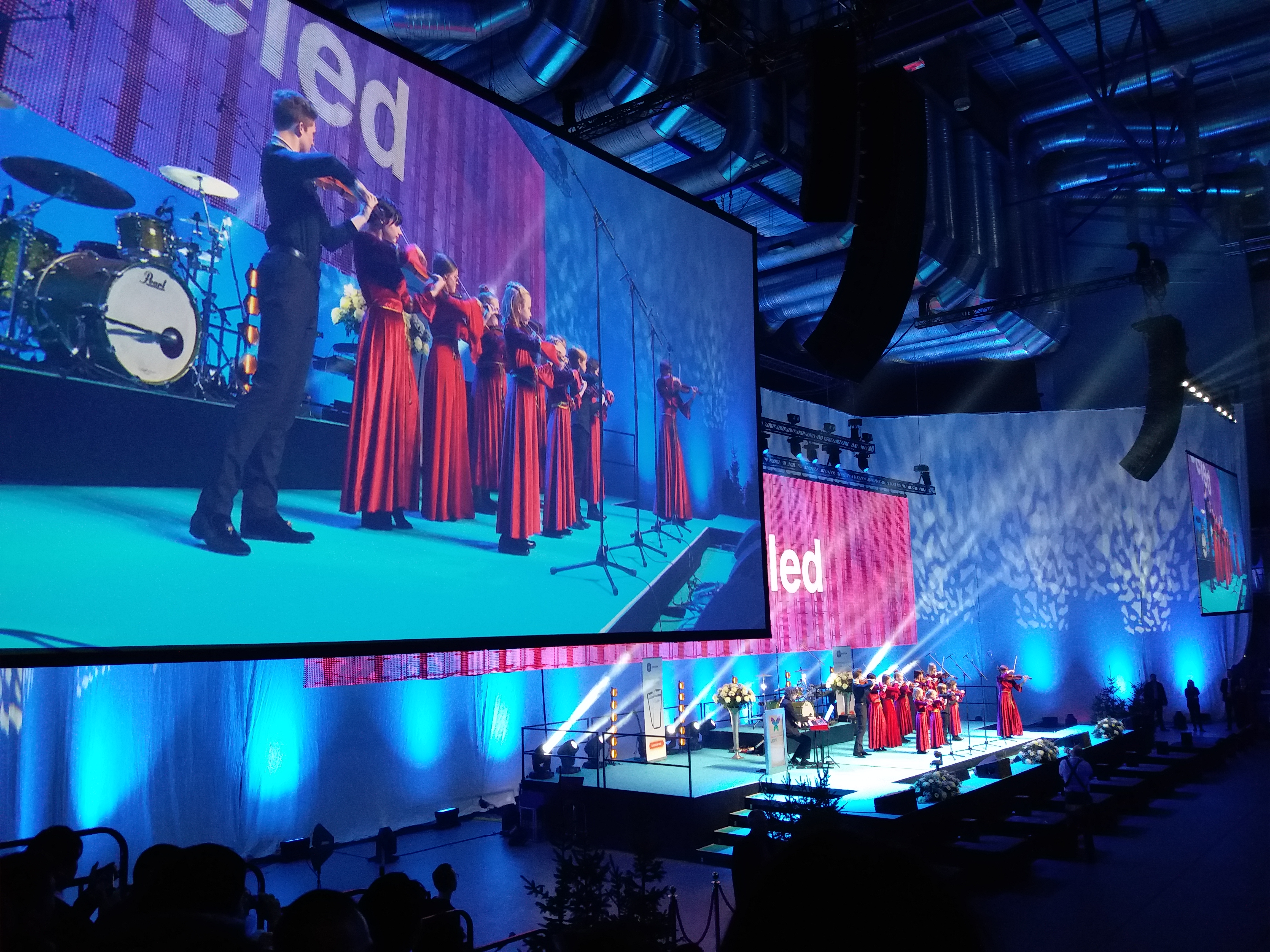
ステージまわりの装置群。ステージの上方や後方には照明装置。ステージと客席の間にはフットモニタースピーカー。この写真では巨大な映像投影装置も使われている。